# رباح جنوب إفريقيا
رَبَاح دُنْقُلَة أو كديس الزَبَاد أو رباح جنوب إفريقيا (الاسم العلمي Genetta tigrina)، نوع من الرباح يتبع فصيلة الزباديات. موطنه جنوب إفريقيا وليسوتو. طوله نحو 90 سم. شعره مائل إلى الصهبة الحنطية. تنميره جؤوي اللون. خطوط ذنبه مستعرضة.